# Neujahrskonzert der Wiener Philharmoniker 1989
Das Neujahrskonzert der Wiener Philharmoniker 1989 war das 49. Neujahrskonzert der Wiener Philharmoniker und fand am 1. Jänner 1989 im Wiener Musikverein statt. Dirigiert wurde es zum ersten Mal von Carlos Kleiber.

## Status
Carlos Kleiber leitete das Neujahrskonzert der Wiener Philharmoniker nur zweimal, 1989 und 1992. Diese beiden Konzerte nehmen in der an Höhepunkten reichen Geschichte dieser Institution einen besonderen Rang ein, galt und gilt der Maestro doch als der Johann-Strauss-Experte per excellence und seine Interpretation der Fledermaus-Ouvertüre mit den Wiener Philharmonikern als „ultimative Umsetzung dieses Musikstückes“. Peter Overbeck beschrieb den Grund für die hohe Akzeptanz des „Ausnahmedirigenten“ (anlässlich einer Rezension einer Probenaufnahme der Fledermaus-Ouvertüre im Jahr 2003) wie folgt: „die seltene Kombination von Eleganz, Leichtigkeit und Eindeutigkeit des Dirigats, gepaart mit höchster Musikalität“.
Das Programm des Konzertes war stark auf den populären Johann Strauss ausgerichtet. Elf der 16 vorgestellten Werke stammten aus seiner Feder, dazu vier Polkas seines jüngeren Bruders Josef Strauss und der obligate Abschluss mit dem Radetzky-Marsch von Johann Strauss (Vater). Zu den Höhepunkten des Konzerts zählten – neben der Fledermaus-Ouvertüre – die drei langen Walzer Accelerationen, Künstlerleben und Frühlingsstimmen von Johann Strauss (Sohn) sowie die Pizzicato-Polka, die von beiden Brüdern gemeinsam komponiert wurde. „So schön, so wunderbar weich, hauchzart-fein nuanciert bis aufs i-Tüpfelchen und hochgespannt-nervig kann man die Musik der Firma Strauß Vater & Söhne nur ganz ganz selten hören. Und selbst beim traditionellen Neujahrskonzert der Wiener Philharmoniker ist dies ja keineswegs die Norm.“
Noch 2014, zum 75-Jahr-Jubiläum des Neujahrskonzerts, erinnerte man sich, dass „die beiden Kleiber-Konzerte zu den besten, energiegeladensten dieser 75 Jahre“ zählten. 1992 übernahm Kleiber das Neujahrskonzert an Stelle des 1990 verstorbenen Leonard Bernstein. Als die Philharmoniker ihn für ein drittes Neujahrskonzert gewinnen wollten, soll er dem Orchestervorstand Werner Resel mitgeteilt haben, zwei seien genug und er könne nicht zwei Stunden lang lächeln.
Der Blumenschmuck war – wie alljährlich seit 1980 – ein Geschenk der italienischen Stadt Sanremo.

## Vorbereitung
Die Vorbereitungen des Konzerts waren extrem aufwendig, da der Dirigent auf exzeptionellem Notenmaterial für alle Stimmen bestand; andererseits aber auch wegen seiner Pressescheu, seiner Unberechenbarkeit und seiner Sonderwünsche. Werner Resel sagte im Interview: „Dieses Neujahrskonzert ist überfällig gewesen und er wollte es letztlich auch. Er wollte es einmal ausprobieren.“ Die Philharmoniker gingen auf fast alle Wünsche des Maestro ein, er brauchte kein Interview zu geben. Als ihm mitgeteilt wurde, dass während der obligaten Radetzkymarsch-Zugabe naturgemäß geklatscht wird, wollte das der Dirigent nicht. Er soll geäußert haben: „Ich sage Ihnen, Herr Resel, wenn geklatscht wird, dann lasse ich den Saal räumen.“ Dem Vorstand der Wiener Philharmoniker gelang es schließlich, dem Dirigenten klarzumachen, dass man dies dem Publikum nicht antun könne und dass es langjährige Tradition wäre. Resel: „Er hat auch das über sich ergehen lassen.“

## Programm

### 1. Teil
- Johann Strauss (Sohn): Accelerationen-Walzer, op. 234 (Dauer 08:44 Minuten)
- Johann Strauss (Sohn): Bauern-Polka. Polka française, op. 276 (03:09)
- Johann Strauss (Sohn): Bei uns z’Haus. Walzer, op. 361 (08:52)
- Josef Strauss: Die Libelle. Polka Mazur, op. 204 (05:05)
- Johann Strauss (Sohn): Ouvertüre zur Operette „Die Fledermaus“ (08:24)

### 2. Teil
- Johann Strauss (Sohn): Künstlerleben. Walzer, op. 316 (09:20)
- Josef Strauss: Moulinet. Polka française, op. 57 (03:21)
- Johann Strauss (Sohn): Éljen a Magyar!. Polka schnell, op. 332 (02:51)
- Johann Strauss (Sohn): Im Krapfenwald’l. Polka française, op. 336 (04:11)
- Johann Strauss (Sohn): Frühlingsstimmen. Walzer, op. 410 (07:00)
- Johann Strauss (Sohn) & Josef Strauss: Pizzicato-Polka (03:08)
- Johann Strauss (Sohn): Csárdás aus der Ballettmusik der Oper „Ritter Pásmán“ (04:30)
- Josef Strauss: Plappermäulchen. Polka schnell, op. 245 (03:10)

### Zugaben
- Josef Strauss: Jokey-Polka (Polka schnell), op. 278
- Johann Strauss (Sohn): An der schönen blauen Donau. Walzer, op. 314 (10:05)
- Johann Strauss (Vater): Radetzky-Marsch, op. 228 (3:23)

Offizielle Werkliste und Reihenfolge aus dem Musikverein-Archiv.
Die Bauern-Polka stand erstmals auf dem Programm eines Neujahrskonzertes.

## Zitat
Clemens Hellsberg, langjähriger Konzertmeister der Wiener Philharmoniker, über den Dirigenten:

„26 Konzerte [unter Leitung von Kleiber] sind in der Geschichte unserer Vereinigung, die bald 7.000 Aufritte umfaßt, eine marginale Größe; doch jener musikalische Kosmos, den Carlos Kleiber in jedem seiner Konzerte erschloß, das Gefühl, mit ihm nicht nur an, sondern über die eigenen Grenzen zu gehen, wird für alle, die dies miterleben durften, unvergeßlich bleiben.“

## Fernsehübertragung
Brian Large zeichnete für die Bildregie der 31. ORF-Übertragung verantwortlich. Das Konzert wurde in zahlreiche Länder übertragen.

## Aufnahmen
Ein Live-Mitschnitt des Konzertes wurde auf zwei Compact-discs veröffentlicht, die noch im Jahr 1989 erschienen.